# Bertram (Teksas)
Bertram je grad u američkoj saveznoj državi Teksas. Prema popisu stanovništva iz 2010. u njemu je živjelo 1.353 stanovnika.